# Preben Larsen
Preben Larsen (Preben Kaj Larsen; * 7. September 1922 in Kopenhagen; † 12. November 1965 in Esbjerg) war ein dänischer Drei- und Weitspringer.
Bei den Europameisterschaften 1946 in Oslo wurde er Sechster im Dreisprung und schied im Weitsprung in der Qualifikation aus.
Im Dreisprung wurde er bei den Olympischen Spielen 1948 in London Vierter und bei den Europameisterschaften 1950 in Brüssel Siebter. Bei den Olympischen Spielen 1952 in Helsinki kam er auf den 13. Platz.
Zwölfmal wurde er Dänischer Meister im Dreisprung (1942, 1944–1953, 1955), siebenmal im Weitsprung (1943–1945, 1947, 1948, 1952, 1953) und zweimal im Hochsprung (1941, 1944).

## Persönliche Bestleistungen
- Hochsprung: 1,87 m, 1943
- Weitsprung: 7,14 m, 1945
- Dreisprung: 15,03 m, 20. Juni 1946, Göteborg